# Medborgarkonto
Medborgarkonto används i politisk debatt, och då även under namnen trygghetskonto och välfärdskonto, som beskrivning av en typ av ekonomiskt konto för transaktioner som rör en medborgares skatter, pensioner, sjukvårdsförsäkringar med mera under livscykeln, då som alternativ till konceptet om medborgarlön.
Införandet av medborgarkonton i Sverige föreslogs 1993 av Stefan Fölster i boken Den långa vägen.